# Traité de Hard Labor
Le traité de Hard Labor ou Hard Labour est un traité signé le 17 octobre 1768 entre le Royaume de Grande-Bretagne et les Cherokees, établissant une nouvelle frontière entre les deux nations.

## Contexte
Après la guerre de Sept Ans, la proclamation royale de 1763 délivrée par le roi George III établit une limite à la colonisation britannique à l'ouest des Appalaches. Cependant, de nombreux colons ignorent la restriction imposée par le roi et s'installent sur des terres revendiquées par différentes nations amérindiennes. Afin d'éviter un conflit entre les colons et les Amérindiens, le Board of Trade demande à William Johnson et John Stuart (en), surintendants aux Affaires indiennes, de négocier avec les différentes nations amérindiennes pour étendre vers l'ouest les limites définies par la proclamation royale de 1763.

## Négociations et signature
John Stuart rencontre les Cherokees à Hard Labor Creek, près de la ville actuelle de Greenwood en Caroline du Sud, à partir du 13 octobre 1768. Le 17 octobre, les chefs Attacullaculla et Oconostota (en) signent le traité, cédant ainsi aux Britanniques les terres cherokees situées entre les monts Allegheny et la rivière Ohio, englobant la quasi-totalité de l'État actuel de Virginie-Occidentale à l'exception de l'extrême sud-ouest de l'État. La nouvelle frontière relie le point de confluence des rivières Ohio et Kanawha au cours supérieur de la Kanawha.

## Suites et conséquences
Dans le même temps, William Johnson négocie avec les nations iroquoises un autre traité, le traité de Fort Stanwix, qui est signé le 5 novembre 1768. Ce traité établit une autre frontière qui suit la rivière Ohio jusqu'à sa confluence avec le Tennessee, beaucoup plus à l'ouest que ce qu'avait demandé le Board of Trade. Cette nouvelle frontière est immédiatement controversée car elle contrevient à celle définie par le traité de Hard Labor et repousse la limite avec les Cherokees beaucoup plus à l'ouest. Le Board of Trade et Jeffery Amherst demandent à William Johnson de renégocier le traité mais celui-ci refuse.
En 1770, le traité de Lochaber (en) redessine la frontière entre les Britanniques et les Cherokees, laissant aux Britanniques davantage de terres que ce qui était prévu par le traité de Hard Labor, mais moins que ce que prévoyait celui de Fort Stanwix.